# Mitteilungen aus dem Institut für allgemeine Botanik in Hamburg
Mitteilungen aus dem Institut für allgemeine Botanik in Hamburg (abreviado Mitt. Inst. Allg. Bot. Hamburg) fue una revista ilustrada con descripciones botánicas que fue editada en Alemania desde el año 1916 hasta 1939, publicando 10 números. Fue reemplazada en el año 1957 por Mitteilungen aus dem Staatsinstitut für Allgemeine Botanik in Hamburg.